# Вуд, Уильям Брокер
Уи́льям Бро́кер Вуд (родился 7 августа 1950 года, Форт-Уэйн, США) — американский дипломат. Представитель Государственного департамента США по вопросам применения международных санкций. Посол США в Колумбии (2003—2007) и Афганистане (2007—2009).

## Карьера
Родился 7 августа 1950 года в Форт-Уэйне на северо-востоке штата Индиана. После окончания средней школы Реджис в Нью-Йорке в 1968 году, Вуд получил в 1973 году степень бакалавра гуманитарных наук в области философии в Университете Бакнелла и степень магистра делового администрирования со специализацией в области международных финансов в Университете Джорджа Вашингтона в 1975 году.

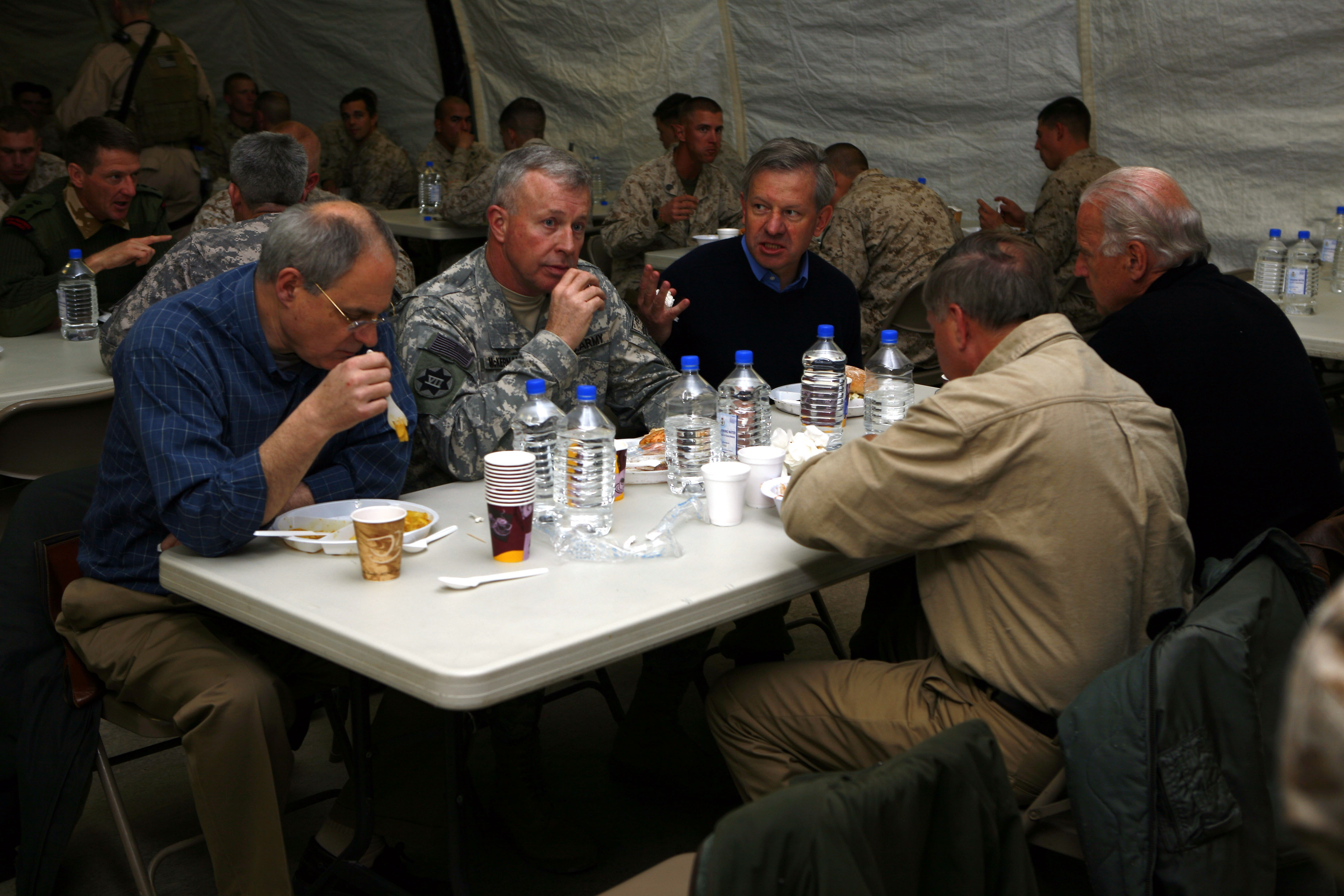
На встрече (крайний слева) вице-президента США Джо Байдена с морскими пехотинцами в Афганистане 11 января 2009 года

Вуд более 25 лет является профессиональным сотрудником дипломатической службы. Он служил за границей в Уругвае, Аргентине, Сальвадоре, Италии, в составе делегации США на переговорах на саммите Комиссии по безопасности и сотрудничеству в Европе в 1992 году и в качестве ведущего представителя США на переговорах в Целевой группе высокого уровня НАТО по контролю над обычными вооружениями. В Вашингтоне он работал в штате по планированию политики в Латинской Америке в качестве специального помощника в Бюро по военно-политическим вопросам, в качестве эксперта по делам Латинской Америки в штате заместителя госсекретаря по политическим вопросам, а также в ряде функциональных и региональных отделов. Другие области его компетенции включают многосторонние отношения, операции по поддержанию мира, контроль над обычными вооружениями, экономическое развитие и военно-политические вопросы.
16 апреля 2007 года Вуд вручил верительные грамоты президенту Афганистана Хамиду Карзаю и был принят в качестве посла США в этой стране, сменив бывшего посла США в Афганистане Рональда Ньюмана. До этого назначения Вуд был политическим советником в Представительстве США при Организации Объединенных Наций, где он был главным представителем США на переговорах в Совете Безопасности. Вуд был также послом США в Колумбии с 2003 по 2007 год, первым заместителем помощника госсекретаря и исполняющим обязанности помощника госсекретаря в Бюро по делам международных организаций, отвечал за все аспекты внешней политики США в Организации Объединенных Наций и ряде других многосторонних организаций с 1998 по 2002 год. 

## Награды
Вуд неоднократно получал награды Государственного департамента за выдающиеся заслуги и высшие награды. В 1998 году он получил премию Джеймса Клемента Данна за выдающиеся достижения за свою работу в Представительстве США при Организации Объединенных Наций. В 2002 году он получил награду «За выдающиеся заслуги» — высшую награду, присуждаемую Государственным департаментом.